# Eusébio de Queirós
Eusébio de Queirós Coutinho Matoso de la Câmara (São Paulo de Luanda, 1812 – Rio de Janeiro, 7 mai 1868) est un magistrat et une personnalité politique brésilienne. Il fut ministre de la Justice (1848-1852) et, à ce titre, l'auteur d'une des lois de l'Empire les plus importantes, la Loi Eusébio de Queirós, qui réprimait la traite négrière et préparait sa suppression ultérieure.

## Famille
Il est le fils d'Eusébio de Queirós Coutinho da Silva et de Catherine Matoso de Queirós Câmara. Son père, ainsi que son grand-père, avaient exercé la charge d'auditeur de la comarque d'Angola.

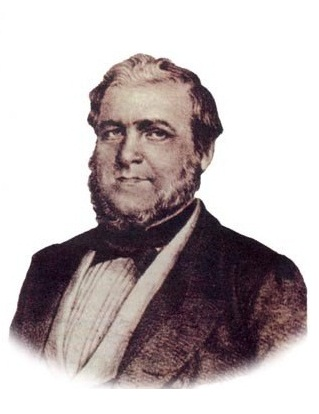
Eusébio de Queirós.

Alors qu'il n'a que trois ans, sa famille va s'installer à Rio de Janeiro, ville où se trouvait la cour du Prince Régent du Portugal, le futur roi Dom João VI. Son père, après avoir exercé diverses fonctions de juge, est élu représentant de l'Angola aux Cortes portugais en 1821, mais il adhère bientôt au mouvement indépendantiste brésilien et fait partie du premier conseil de ministres du Tribunal suprême de justice du Brésil.
Il se marie avec Maria Custódia Ribeiro de Oliveira Queirós, qui était la fille du riche capitaliste et comendador Manuel José Ribeiro de Oliveira et d'Engrácia Maria da Costa Ribeiro Pereira, future comtesse da Piedade (mariée, en secondes noces, avec José Clemente Pereira).
Son fils Eusébio de Queirós Matoso Ribeiro épouse une fille de son allié politique José Carneiro da Silva, premier baron et premier vicomte d'Araruama, chef du Parti conservateur de Rio de Janeiro. Son autre fils, Manuel de Queirós Matoso Ribeiro, épouse une fille de Manuel Carneiro da Silva, second baron et vicomte d'Ururaí, elle aussi petite-fille de José Carneiro da Silva, premier baron et vicomte d'Araruama, et du duc de Caxias. Sa fille Catarina Matoso da Câmara épouse le conseiller Rodrigo Augusto da Silva, fils d'un allié politique Jose Manuel da Silva, baron de Tietê, chef du parti conservateur de São Paulo. Le conseiller Rodrigo Augusto da Silva fut auteur et cosignataire de la Loi d'or.
Il est l'arrière-grand-père d'Eusébio Matoso, entrepreneur à São Paulo.

## Carrière politique

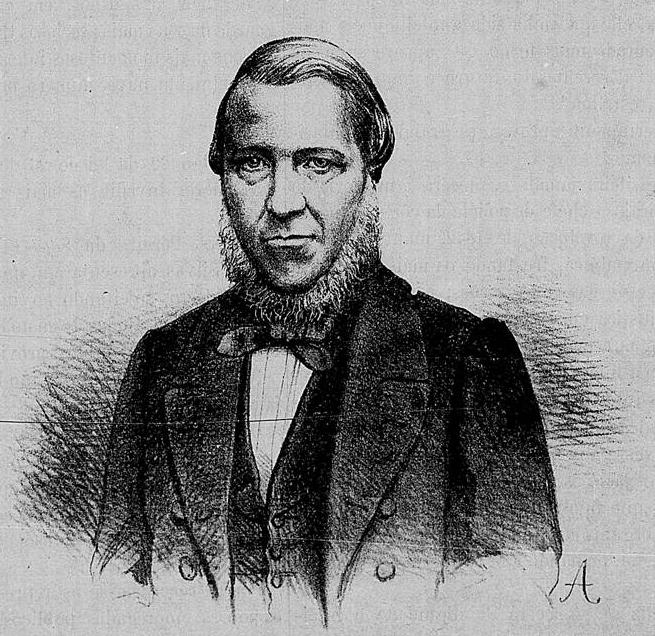
Eusébio de Queiróz Coutinho Mattoso Câmara.

Eusébio de Queirós obtient son baccalauréat en sciences juridiques et sociales à la Faculté de droit d'Olinda en 1832.
Il est tout d'abord élu député provincial à Rio de Janeiro en 1838. Par la suite il est élu député général en 1842, comme représentant de Rio de Janeiro, et sera réélu à quatre reprises.
Il fut chef de la police à Rio de Janeiro avant de devenir ministre de la Justice de 1848 à 1852 dans le gouvernement du marquis d'Olinda. Cette charge, à l'époque, comprenait le commandement de la Garde Nationale, les Affaires ecclésiastiques (nomination des évêques, paiement des prêtres et des évêques) et la nomination des juges et des délégués.
Il est l'auteur d'une des plus importantes lois de l'Empire, la Loi Eusébio de Queirós, promulguée le 4 septembre 1850, qui interdisait la traite des noirs de l'Afrique vers le Brésil. Bien qu'il y ait eu auparavant des lois de ce genre, c'est pendant sa gestion du ministère de la Justice que le gouvernement brésilien a pour la première fois agi avec efficacité contre le trafic d'esclaves vers le Brésil (les lois antérieures n'avaient été qu'un trompe-l'œil pour apaiser les Anglais). Comme il avait dirigé la police à Rio de Janeiro, il connaissait chacun des lieux où l'on cachait les Africains introduits en contrebande. Par ailleurs il avait de bonnes relations avec des personnes appartenant à la bourgeoisie carioca, celle qui participait au trafic d'esclaves venant d'Afrique. Ses informations et ses relations lui permirent d'agir avec sévérité dans la répression du trafic illégal, en sorte que celui-ci disparut brutalement.
C'est lui qui, comme ministre, présente la loi du 25 juin 1850 qui promulgue le premier Code commercial à être en vigueur au Brésil. Il promulgue la Loi de la terre qui met fin à l'attribution traditionnelle de sesmarias et rend obligatoire la vente aux enchères des terres publiques vacantes, ce qui a empêché les immigrés récemment arrivés d'acheter des terres. Il met sur pied le premier système pénitentiaire fondé sur des lois au Brésil et, en tant que ministre, consacre un grand nombre de rapports à ce sujet. Il signe un contrat avec le baron de Mauá pour l'installation du premier service d'éclairage au gaz de Rio de Janeiro.
Il était membre actif de la franc-maçonnerie qui, à l'époque, recueillait des fonds dans toutes les « loges » pour acheter et émanciper des esclaves, et qui exerça une énorme influence sur la princesse Isabel pour qu'elle signât la « Loi d'or ».
Après avoir été ministre, il fut juge, sénateur (1854) et membre du Conseil d'État (1855). Il fut nommé ministre de la Cour Suprême de justice par décret du 1er mars 1864. Néanmoins, ce poste était incompatible avec celui de Conseiller d'État qu'il exerçait à ce moment-là. Il sollicita alors sa mise à la retraite, qui lui fut accordée par Dom Pedro II dans un décret du 21 mars 1864. L'année de sa mort il habitait au 9 de la Rua Santa Teresa à Rio de Janeiro. Machado de Assis, dans  O Velho Senado, l'a décrit de la manière suivante :

« Une fois seulement j'ai entendu parler Eusébio de Queirós, et l'impression qu'il m'a laissée reste vive ; son expression était fluide, abondante et claire, et je ne parle pas de sa vigueur et de son énergie. Ce n'était pas un discours d'attaque, mais de défense, il parlait en qualité de chef du Parti Conservateur, ou plutôt de pape ; Itaboraí, Uruguai, Saião Lobato et d'autres étaient ses cardinaux, et tous formaient le consistoire, selon la célèbre définition d'Otaviano dans le Correio Mercantil. »

« Eusébio de Queirós jouissait à juste titre du respect des siens et des adversaires. Sans qu'il eût l'apparence séduisante d'un Paranhos, il s'attachait à lui une histoire particulière et que tout le monde connaissait, de ces histoires que dans les autres pays la chronique sociale et politique recueille et disserte mais, alors que nous nous laissons volontiers aller en paroles, ce n'est pas notre habitude de coucher de telles choses par écrit. En outre, à quoi servirait-il aujourd'hui de répéter ce qui courait alors sur toutes les bouches ? pourrions-nous d'ailleurs faire comprendre ici la distinction et l'extrême élégance de la personne que les rues et les salons de cette ville ont vue passer tant de fois ? Il était grand et robuste ; je ne m'attarderai pas sur d'autres détails. »

Il a donné son nom à la ville d'Eusébio dans le Ceará.